# 3월 13일
3월 13일은 그레고리력으로 72번째(윤년일 경우 73번째) 날에 해당한다.

## 사건
- 624년 - 바드르 전투: 메카에서 추방당한 이슬람의 예언자 무함마드가 자신의 추종자 바드리윤(badriyun)을 이끌고 메카의 군대와 싸워 승리하다.
- 1781년 - 윌리엄 허셜이 천왕성을 발견.
- 1938년 - 나치 독일이 오스트리아 제1공화국을 병합.
- 1954년 - 디엔비엔푸 전투: 보응우옌잡이 지휘하는 비엣민 군대가 프랑스 군대에 대한 포격을 시작.
- 1954년 - 국가보안위원회(KGB)가 세워졌다.
- 2011년 - 도호쿠 지방 태평양 연안 지진의 리히터 규모가 8.8에서 9.0으로 조정되었다. 이로써 이 지진은 일본 역사상 최초의 매그니튜드 9를 기록한 지진이 되었다.
- 2013년 - 교황 프란치스코가 제266대 교황으로 선출되었다.
- 2016년 - 터키 앙카라에서 폭탄테러가 발생하여 34명이 사망하고 125명이 부상을 입었다.

## 문화
- 1781년 - 일곱번째 행성인 천왕성이 발견됐다.
- 1845년 - 멘델스존의 바이올린 협주곡이 라이프치히 게반트하우스 오케스트라와 페르디난드 다비드에 의해 초연되었다.
- 1988년 - 세이칸 터널이 개통되었다.
- 1989년 - 마이크로소프트에서 윈도우 2.11이 출시되었다.

## 탄생
- 1369년 - 고려 말 조선 초의 문신 변계량(卞季良). (~1430년)
- 1372년 - 프랑스의 왕족 루이 1세 도를레앙. (~1407년)
- 1615년 - 제242대 로마의 교황 교황 인노첸시오 12세. (~1700년)
- 1733년 - 영국의 신학자, 철학자, 화학자 조지프 프리스틀리. (~1804년)
- 1741년 - 오스트리아 대공 겸 신성 로마 제국의 황제 요제프 2세. (~1790년)
- 1855년 - 미국의 사업가, 작가, 수학자, 천문학자 퍼시벌 로웰. (~1916년)
- 1886년 - 미국의 야구인 홈런 베이커. (~1963년)
- 1890년 - 대한민국의 교육자, 철학자, 종교자 류영모. (~1981년)
- 1900년 - 튀르키예의 시인 요르고스 세페리스. (~1971년)
- 1901년 - 대한민국의 종교지도자 함석헌. (~1989년)
- 1902년 - 이집트의 싱어송라이터 무함마드 압델 와하브. (~1991년)
- 1912년 - 아이티의 작가 펠릭스 모리소 레와. (~1998년)
- 1917년 - 대한민국의 법조인, 정치인 홍진기. (~1986년)
- 1919년
  - 대한민국의 군인, 정치인, 기업인 박임항. (~1985년)
  - 대한민국의 교육인, 정치인 류청. (~2002년)
- 1929년 - 북한의 정치가 백남순. (~2007년)
- 1930년
  - 대한민국의 군인 김상태.
  - 대한민국의 정치인 김두섭. (~2024년)
- 1939년
  - 대한민국의 정치인 김진영.
  - 미국의 싱어송라이터 닐 세다카.
- 1940년 - 대한민국의 법조인 김영일. (~2024년)
- 1947년
  - 대한민국의 정치인 원광호.
  - 러시아의 외교관 유리 우샤코프.
- 1949년 - 대한민국의 공무원 정채호.
- 1950년 - 미국의 배우 윌리엄 H. 메이시.
- 1952년 - 독일의 작곡가 볼프강 림. (~2024년)
- 1955년
  - 미국의 배우 글렌 헤들리. (~2017년)
  - 이탈리아의 전직 축구 선수, 축구 감독 브루노 콘티.
- 1957년
  - 대한민국의 정치인 박성호.
  - 대한민국의 법조인 김용덕.
  - 일본의 전 프로 야구 선수, 야구 지도자, 야구 해설가·평론가 다카하시 요시히코.
- 1959년 - 미국의 배우 캐시 힐턴.
- 1960년
  - 대한민국의 시인 기형도. (~1989년)
  - 대한민국의 정치인 노태강.
  - 영국의 베이시스트 애덤 클레이턴.
  - 아르헨티나의 축구 감독 호르헤 삼파올리.
- 1961년
  - 대한민국의 배우 한기중.
  - 대한민국의 법조인 박보영.
- 1964년
  - 대한민국의 배우 김경룡.
  - 미국의 보디빌더 로니 콜먼.
- 1966년 - 대한민국의 탐험가 겸 수필가 홍성택.
- 1967년
  - 콜롬비아의 축구 선수 안드레스 에스코바르. (~1994년)
  - 독일의 축구 감독 로거 슈미트.
- 1968년 - 일본의 가수 오쿠이 마사미.
- 1969년 - 대한민국의 성우 이상범.
- 1970년 - 미국의 영화 감독 팀 스토리.
- 1971년 - 미국의 배우 애나베스 기시.
- 1972년
  - 대한민국의 가수 배기성.
  - 대한민국의 희극인, 방송인 배칠수.
- 1973년
  - 대한민국의 야구 해설가, 전 야구 선수 최원호.
  - 네덜란드의 전 축구 선수 엣하르 다비츠.
  - 대한민국의 전 축구 선수 김현수.
- 1974년 - 오스트레일리아의 배우 다이애나 글렌.
- 1977년 - 대한민국의 농구 선수 강대협.
- 1978년 - 대한민국의 희극인 정태호.
- 1979년 - 대한민국의 야구 선수 마정길.
- 1980년 - 대한민국의 배우 김남길.
- 1981년 - 대한민국의 전 축구 선수 이원영.
- 1982년
  - 대한민국의 배우 이수경.
  - 대한민국의 전 배우 신애.
  - 일본의 성우 하타노 와타루.
- 1983년
  - 대한민국의 배우 조현식.
  - 대한민국의 가수, 작곡가 빨간머리앤.
- 1984년
  - 대한민국의 배우 이준혁.
  - 일본의 성우, 가수 난리 유카.
  - 대한민국의 성우 채민지.
  - 대한민국의 배구 선수 한채진.
  - 미국의 배우 레이철 벨라.
- 1985년
  - 대한민국의 법조인 최유나.
  - 미국의 배우 에밀 허시.
- 1986년
  - 대한민국의 배우 오혜원.
  - 일본의 배우 다이토 슌스케.
- 1987년
  - 대한민국의 래퍼 이코 (JJCC).
  - 대한민국의 바둑 기사 이호승.
  - 독일의 전 축구 선수 안드레아스 베크.
- 1988년
  - 대한민국의 아나운서 이재은.
  - 대한민국의 배우 윤서진.
  - 오스트리아의 바이애슬론 선수 도미니크 란더팅거.
  - 중국의 배우 류위신.
- 1989년
  - 대한민국의 배우 정주연.
  - 프랑스의 배우 피에르 니네.
  - 영국의 배우 해리 멜링.
- 1990년 - 캐나다의 유도 선수 앙투안 발루아포르티에.
- 1991년
  - 미국의 전 래퍼 일라이.
  - 대한민국의 전 가수, 배우 권나라.
  - 대한민국의 전 야구 선수 남태혁.
  - 대한민국의 바둑 기사 박창명.
- 1992년
  - 대한민국의 가수 엘 (인피니트).
  - 영국의 배우 카야 스코델라리오.
  - 잉글랜드의 배우 조지 매카이.
  - 미국의 래퍼 카마이야.
- 1993년 - 잉글랜드의 축구 선수 타이론 밍스.
- 1994년 - 일본의 가수, 배우 나카지마 켄토.
- 1995년
  - 대한민국의 축구 선수 강현무.
  - 대한민국의 농구 선수 양인영.
  - 미국의 싱어송라이터 젤라 데이.
- 1997년 - 포르투갈의 축구 선수 후벵 네베스.
- 1998년
  - 중화인민공화국의 쇼트트랙 선수 류 사오앙.
  - 미국의 래퍼 잭 할로.
  - 중화인민공화국의 바둑 기사 구쯔하오.
- 1999년 - 대한민국의 음악프로듀서 RUQOA.
- 2000년
  - 대한민국의 가수 예예빈.
  - 오스트레일리아의 육상 선수 애슐리 멀로니.
- 2001년
  - 대한민국의 가수 범규 (투모로우바이투게더).
  - 일본의 가수 겸 배우 이가라시 레오.
  - 대한민국의 축구 선수 권혁규.
  - 대한민국의 가수 수민 (스테이씨).
  - 대한민국의 수영 선수 조성재.
- 2002년
  - 대한민국의 가수 채린 (체리블렛).
  - 대한민국의 쇼트트랙 선수 서휘민.
- 2009년 - 대한민국의 골프 선수 강시후.
- 2011년 - 대한민국의 배우, 모델 윤서연.

## 사망
- 1164년 - 헤이안 시대 후기의 공경 후지와라노 다다미치. (1097년~)
- 1487년 - 조선의 왕족, 군인 신종군 이효백. (1416년~)
- 1808년 - 덴마크의 국왕 크리스티안 7세. (1749년~)
- 1881년 - 러시아 제국의 황제 알렉산드르 2세. (1818년~)
- 1901년 - 미국의 제23대 대통령 벤저민 해리슨. (1833년~)
- 1944년 - 대한민국의 독립운동가 김마리아. (1891년~)
- 1981년 - 대한민국의 소설가 이범선. (1920년~)
- 1996년 - 폴란드의 영화감독 크쥐시토프 키에슬로프스키. (1941년~)
- 2015년 - 대한민국의 동요 작곡가 권길상. (1927년~)
- 2016년 - 미국의 수학자이자 철학자 힐러리 퍼트넘. (1926년~)
- 2020년
  - 대한민국의 시인 문덕수. (1928년~)
  - 대한민국의 정치인 이승윤. (1931년~)
  - 대한민국의 광역의회의원 한옥동. (1957년~)
- 2021년
  - 대한민국의 정치인 강보성. (1930년~)
  - 대한민국의 만화가 김삼. (1941년~)
  - 일본의 체조 선수 오노 기요코. (1936년~)
- 2022년 - 미국의 영화배우 윌리엄 허트. (1950년~)
- 2024년
  - 프랑스의 군인 필리프 드골. (1921년~)
  - 이탈리아의 자동차 디자이너 마르첼로 간디니. (1938년~)
  - 대한민국의 성악가 이규도. (1940년~)
- 2025년
  - 러시아의 음악작곡가 소피아 구바이둘리나. (1931년~)
  - 세르비아의 축구인 라디샤 일리치. (1977년~)

## 기념일
- 가스가사이(春日祭): 춘일제. 일본 나라현 가스가타이샤
- 1781년 - 천왕성 발견 기념일

## 같이 보기
- 전날: 3월 12일 다음날: 3월 14일 - 전달: 2월 13일 다음달: 4월 13일
- 음력: 3월 13일
- 모두 보기